# Гори Вернадського
Гори Вернадського (80°0′ пд. ш. 45°0′ сх. д. / 80.000° пд. ш. 45.000° сх. д.) — система підлідних гір в Східній Антарктиді, в східній частині Землі Королеви Мод. Гори Вернадського є продовженням підлідних гір Гамбурцева.
Гори Вернадського простягаються в напрямі північ — північний захід від Полюса недосяжності (Земля Ендербі) до півострова Кука, де виходять на поверхню з-під льодовикового покриву і далі продовжуються в океані у вигляді підводного хребта Гуннерус. Загальна протяжність системи перевищує 2500 км. Товщина льодовикового покриву над горами досягає 1000 м. В південній — південно-східній частині гірські вершини піднімаються на висоту більше 2000 м над рівнем моря, при цьому відносна висота над суміжними підлідними рівнинами становить 1000–1500 м.
Гори були відкриті в 1964 році в ході 9-ї радянської антарктичної експедиції. Були названі в честь видатного українського вченого Володимира Вернадського.